# Parafia św. Jacka w Opolu-Kolonii Gosławickiej
Parafia Świętego Jacka – rzymskokatolicka parafia położona przy ulicy Tysiąclecia 11 w Opolu-Kolonii Gosławickiej. Parafia należy do dekanatu Opole w diecezji opolskiej.

## Historia parafii
Parafia została erygowana 15 sierpnia 1982 roku. Kościół parafialny wybudowany został w latach 1977–1990.
Proboszczem parafii jest ksiądz Hubert Chudoba.

## Liczebność i zasięg parafii
Parafię zamieszkuje 11 430 mieszkańców, zasięgiem duszpasterskim obejmuje ona Kolonię Gosławicką.

### Szkoły i przedszkola
- Publiczna Szkoła Podstawowa nr 20 w Opolu;
- Publiczne Przedszkole nr 4, nr 20, nr 52, nr 56 i nr 174 w Opolu[3].

## Duszpasterze

### Proboszczowie
- ks. Adam Igielski (od 15 października 1986 do 29 sierpnia 1992);
- ks. Marcin Ogiolda (od 29 sierpnia 1992 do 19 sierpnia 2003);
- ks. Hubert Chudoba (od 19 sierpnia 2003 do nadal)[4].

## Grupy parafialne
- Ministranci,
- Dzieci Maryi,
- Oaza,
- Caritas,
- Chór,
- Żywy Różaniec,
- Rycerstwo Niepokalanej,
- Krąg Biblijny,
- Ognisko Pokutne,
- Sychar[4].